# Unité d'œuvre
Les unités d'œuvre (UO) permettent en comptabilité analytique de répartir des charges indirectes en fonction de critères tels que le volume d'heures utilisé, le volume de chiffres d'affaires, le nombre de salariés... pour les imputer par la suite dans un calcul de coût de revient d'un bien ou d'un service.

## Histoire
En 1939, la revue Le Génie civil publie un document qui fait apparaître la notion d'« unité d’œuvre » :
« Dans son rapport sur le prix de revient, M. Parenteau applique à la production des tapis et couvertures une méthode qui permet à chaque instant, ou tout au moins à des périodes assez rapprochées, de connaître le coût réel aux divers stades d'une fabrication. Dans ce but, l'ensemble de l'activité de l'entreprise, productive aussi bien directement (fabrication) qu'indirectement (services d'entretien, services administratifs, services de distribution, services d'approvisionnement), sera divisé en groupements capables d'effectuer chacun et isolément un seul genre d'opérations : l'entreprise sera ainsi découpée en sections effectuant chacune une œuvre homogène, mesurable au moyen d'une « unité d'œuvre » caractéristique de cette section. Cette unité pourra être très simple : kilogramme, par exemple, ou complexe : carde-mètre-heure, dans le cas de la carderie, car les assortiments de même genre peuvent ne pas avoir le même arasement (largeur) et produire différemment suivant la qualité et le taux ou numéro de fil. Le choix des sections et des unités constitue un travail très délicat qui varie suivant chaque industrie. Il faut en établir le plus petit nombre possible ; cependant, aucune section ne devra nécessiter l'emploi de plusieurs unités. »
En 1941, il est considéré que « L'unité d'œuvre la plus commode est l'heure de travail de la machine, qui produit souvent des articles différents avec un même moyen : cette heure de machine est la commune mesure entre les divers articles dont on veut établir le prix de revient dans le travail aux pièces, l'unité d'œuvre sera le franc de salaire (...) On en déduit le coût de l'unité d'œuvre et le prix de revient de la façon ».
En 1965, le concept se comprend comme « Méthode de l'unité d'œuvre, consistant à ramener le prix de revient total à une unité caractéristique de la production (par exemple, l'heure du travail, l'heure de transport, etc.) : ce prix de revient ne peut, évidemment, être qu'un prix moyen »
En 1973, Larousse considère l'unité d’œuvre dans la comptabilité analytique. On considère alors qu'une société est divisée en sections comptables où chaque section doit produire une quantité présumée prévisible d'unités d’œuvre destinée à évaluer l'actif (par exemple le chiffre d'affaires) de la section.
En 1990, le Conseil national du crédit et du titre retient la définition suivante de l'unité d’œuvre « Unité de référence pour affecter un coefficient de pondération aux diverses opérations (ou prestations) afin de rendre possible leur agrégation. ».
En 1990, le Conseil national du crédit et du titre indique les objectifs de ce concept et donne les formules de calcul correspondantes :
Objectifs principaux :
- des comparaisons entre centres de responsabilité
- la consolidation des indicateurs de mesure.

{\displaystyle {\text{Ratio de productivité du travail}}={\frac {\text{Nombre d'unités d'œuvre}}{\text{Nombre d'heures de travail effectif}}}}
{\displaystyle {\text{Ratio de productivité Multifacteur}}={\frac {\text{Nombre d'unités d'œuvre}}{{\text{Nombre d'heures de travail effectif}}+{\text{Consommation intermédiaire}}+{\text{Capital}}}}}

## Enjeux des unités d'œuvre
Ces unités d'œuvre ne sont utilisées pour répartir les charges indirectes qu'avec la méthode des centres d'analyse (méthode des coûts complets).
Dans le domaine de l'externalisation de services, les unités d'œuvre permettent de valoriser et consolider un ensemble d'activités hétérogènes en fonction de leur valeur contributive (temps de traitement, valeur ajoutée). Chaque valeur d'unité d'œuvre multipliée par la volumétrie traitée permet d'établir un volume d'unité d'œuvre sur la base d'une unité consolidable. Il s'agit généralement de valoriser l'évolution d'une charge de travail sans indiquer la mise à disposition de moyens. Ceci permet de définir un engagement de résultat et de s'affranchir des risques liés au délit de marchandage. L'établissement d'un pilotage par unité d'œuvre permet d'établir un dialogue constructif entre un client et un prestataire sur l'évolution d'une activité de service, notamment dans le cadre de prestations facturées forfaitairement. Les unités d'œuvre permettent également de définir une capacité globale de traitement contractuelle indépendante de la répartition des flux traités.
Exemple :
- Traitement d'un service A = 1 UO (unité de référence « parlante » par rapport au métier)
- Traitement d'un service B = 10 UO (10 fois plus de temps de traitement que A)
- 10 A + 2 B = 30 UO (capacité de production) = 20 A + 1 B